# Krzysztof Jachymski
Krzysztof Aleksander Jachymski (ur. 1987) – doktor habilitowany nauk ścisłych i przyrodniczych; ekspert w dziedzinie fizyki atomowej i molekularnej, mechaniki kwantowej, rozpraszania światła, kolizji atomów i inżynierii stanów kwantowych;  laureat stypendium ministra dla wybitnych młodych naukowców związany z Katedrą Optyki Kwantowej i Fizyki Atomowej Instytutu Fizyki Teoretycznej Uniwersytetu Warszawskiego; kierownik realizacji grantów krajowych i międzynarodowych. 
Stopień naukowy doktora uzyskał uzyskał 22 czerwca 2015 roku na podstawie pracy Kwantowa kontrola własności zderzeniowych ultrazimnych atomów cząsteczek przygotowanej pod kierunkiem Zbigniewa Stanisława Idziaszka. Habilitował się 9 maja 2022 roku, przedstawiając pracę Inżynieria kwantowa złożonych ultrazimnych układów atomowych.